# Summer Fiesta
『Summer Fiesta』（サマー・フィエスタ）は、忍者、3枚目のアルバム。発売元は日本コロムビア。

## 内容
- OVERTUREを除く全ての楽曲のテーマが祭に関係したアルバム。初回限定はシールが付属。

## 収録曲
1. OVERTURE [FESTIVAL MUSIC]
編曲：鷺巣詩郎
2. 夏恋舞（KA REN・NO MAI）
作詞：並河祥太／作曲：平間あきひこ／編曲：新川博
※秋田の竿燈祭をテーマにした楽曲。
3. 流星になった夜
作詞：並河祥太／作曲：西司／編曲：米光亮
※大サビでは子供のコーラスと古川が担当。
4. 祇園物語
作詞：たきのえいじ／作曲：上野義雄／編曲：新川博
5. ZONDAG（どんたく）
作詞：田中修博／作曲：平間あきひこ／編曲：米光亮
6. Our Dance
作詞：岩室先子／作曲：富樫明生／編曲：米光亮
7. 佞武多 [CRAZY DANCING MIX]
作詞：たきのえいじ／作曲：羽田一郎／編曲：清水信之
※原曲から構成が変わっており、イントロがねぶた祭りの音から始まり、途中で徐々にフェードインする形式に変更。また、1番のサビに2番のSEが追加され、原曲のアウトロに流れる三味線がカットされている。
8. THE 花笠！ [ダンス・オン・ザ・ハート]
作詞：秋谷銀四郎／作曲：羽田一郎／編曲：船山基紀
9. お祭り忍者 [TOKIO 三社 MIX]
作詞：原六朗・荒木とよひさ／作曲：原六朗・馬飼野康二／編曲：鷺巣詩郎
※Extended Dance Mixとほぼ同じ音源で収録した物。